# Es gilt das gesprochene Wort (Redewendung)

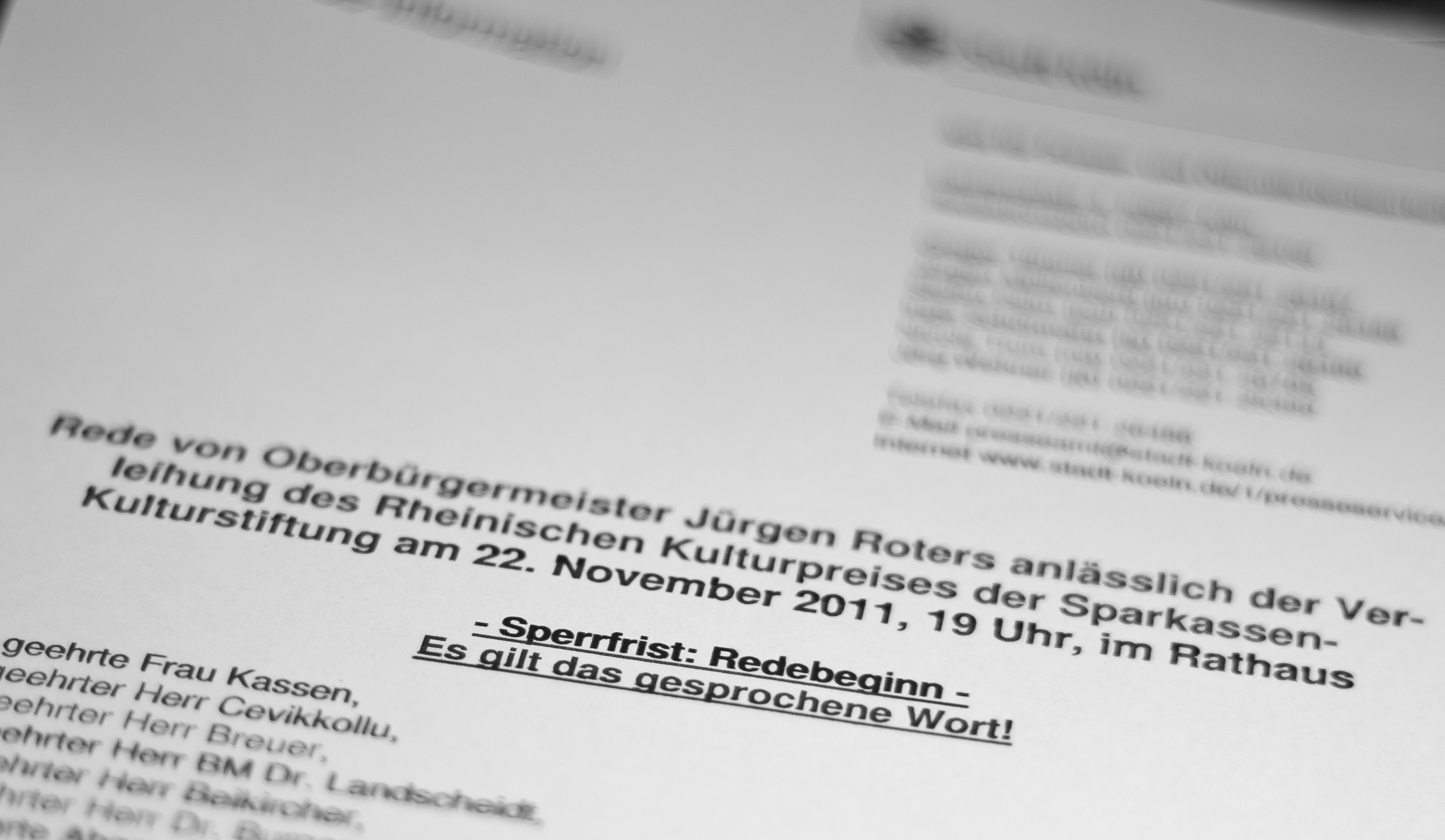
Redemanuskript des Kölner Oberbürgermeisters Jürgen Roters zur Verleihung des Kulturpreises der Sparkassen-Kulturstiftung Rheinland. Das Manuskript wurde im Vorfeld der Preisverleihung an die Presse mit den Vermerken: Sperrfrist: Redebeginn und Es gilt das gesprochene Wort verteilt

Es gilt das gesprochene Wort ist eine Routineformel in vorab veröffentlichten Manuskripten, mit der betont wird, dass es sich um die Niederschrift einer Rede handelt und der Redner vom Manuskript abweichen und Passagen weglassen oder hinzufügen kann.

## Zitierpraxis
Journalisten sind gehalten, nicht das zu zitieren, was in dem Handout steht, sondern das, was tatsächlich gesagt wurde.